# 1992年バルセロナオリンピックのバレーボール競技
1992年バルセロナオリンピックのバレーボール競技（1992ねんバルセロナオリンピックのバレーボールきょうぎ）は、1992年にスペインのバルセロナで行われたバルセロナオリンピックにおける、バレーボール競技の詳細である。

## 男子競技
ブラジルがセッター、マウリシオを中心とする今までのバレーボールを変えるような多彩な攻撃（ゲリラバレーと称された）を繰り広げ優勝した。オランダも200cmを超える大型セッター、ペーター・ブランジェやエースのズヴェルフェルを擁して銀メダルに輝いた。アメリカはロス、ソウルのメンバーであったスティーブ・ティモンズ、ボブ・ストブルトリックが復帰し金メダルを狙ったが惜しくも銅メダルとなった。また日本はこの大会以降、3大会出場を逃している。この大会のブラジルの躍進により、アメリカが採用し発展途上であったリードブロックが完成され、完全に世界の主流となっていった。

### 誤審トラブル
予選リーグ初戦の日本対アメリカ戦は、日本がセットカウント2-1とリードして迎えた第4セット、14-13とマッチポイントとなりあと1点で日本の勝利の場面だった。ここでアメリカのボブ・サミュエルソンが審判に不服を唱え、この試合2回目の注意を受け、本来ならレッドカードで日本に勝利を決める1点が加えられるはずだったが、審判はそのまま試合を続行（当時のサイドアウト制のルールで、レッドカードとなった選手の相手チームは、サーブ権があれば1点を、ない時はサーブ権を取れることになっており、この時は日本側にサーブ権があった）。その後デュースに持ち込まれ16-17でセットを失い（当時のルールでデュース以降は2点先行または17点先取で勝利）、最終セットも14-16と取られ、日本の逆転負けとなった。
試合終了後、日本側が「第4セットの審判の不手際で負けた」と抗議し、翌日に国際バレーボール連盟が日本側の抗議を認める異例の裁定を下し、セットカウント3-1で日本の勝利となった。
次戦以降、アメリカはチーム全員が頭を剃りサミュエルソンと同じスキンヘッドにして連帯を示し話題となった。

### 最終結果
| 順位 | 国・地域       |
| ---- | -------------- |
| 1    | ブラジル       |
| 2    | オランダ       |
| 3    | アメリカ合衆国 |
| 4    | キューバ       |
| 5    | イタリア       |
| 6    | 日本           |
| 7    | EUN            |
| 8    | スペイン       |
| 9    | 韓国           |
| 10   | カナダ         |
| 11   | フランス       |
| 12   | アルジェリア   |

## 女子競技

### 最終結果
| 順位 | 国・地域       |
| ---- | -------------- |
| 1    | キューバ       |
| 2    | EUN            |
| 3    | アメリカ合衆国 |
| 4    | ブラジル       |
| 5    | 日本           |
| 6    | オランダ       |
| 7    | 中国           |
| 8    | スペイン       |

## 各国メダル数
| 順 | 国・地域       | 金 | 銀 | 銅 | 計 |
| -- | -------------- | -- | -- | -- | -- |
| 1  | ブラジル       | 1  | 0  | 0  | 1  |
| 1  | キューバ       | 1  | 0  | 0  | 1  |
| 3  | オランダ       | 0  | 1  | 0  | 1  |
| 3  | EUN            | 0  | 1  | 0  | 1  |
| 5  | アメリカ合衆国 | 0  | 0  | 2  | 2  |